# Nexus 7 (2013)
Nexus 7 (2013) — планшетный компьютер на базе операционной системы Android, разработанный Google в сотрудничестве с Asus. Это второе поколение в серии Nexus планшетов с 7".
Позиционируется как развлекательное устройство, с интеграцией Google Play, выступающей в качестве платформы для приобретения книг, фильмов, телевизионных программ, игр и музыки. Ценовая категория планшета — устройства от 199$.

## Оснащение
Устройство оснащено 7.02-дюймовым (180 мм) экраном с разрешением 1920x1200 (323 ppi), процессором Qualcomm Snapdragon S4 Pro (APQ8064) 1500 МГц, графическим процессором Adreno 320, работающим на частоте 400МГц, 2 ГБ оперативной памяти, а также 16 или 32 ГБ внутренней памяти. Также у планшета имеется версия с модулем 4G LTE.

## Популярность
Многие рецензенты считали, что Nexus 7 будет лучшим 7-дюймовым планшетом на рынке и отмечали его улучшенность по сравнению с предшественником. Они хвалили устройство за его размер, дизайн, дисплей, цену, наличие задней камеры, современный пользовательский интерфейс и растущее количество планшетно-оптимизированных приложений Android. Тем не менее, устройство подверглось критике за отсутствие расширяемой памяти.
Устройство конкурирует с iPad Mini 2 (Retina), Kindle Fire HDX, Huawei MediaPad X1 7.0 и позже с Samsung Galaxy Tab Pro 8.4.